# Dharapur
Dharapur là một thị trấn thống kê (census town) của quận Kamrup thuộc bang Assam, Ấn Độ.

## Nhân khẩu
Theo điều tra dân số năm 2001 của Ấn Độ, Dharapur có dân số 7668 người. Phái nam chiếm 54% tổng số dân và phái nữ chiếm 46%. Dharapur có tỷ lệ 71% biết đọc biết viết, cao hơn tỷ lệ trung bình toàn quốc là 59,5%: tỷ lệ cho phái nam là 74%, và tỷ lệ cho phái nữ là 67%. Tại Dharapur, 10% dân số nhỏ hơn 6 tuổi.